# 鲁迪·格斯特德
鲁迪·格斯特德（法語：Rudy Gestede，1988年10月10日—）是一名在法國埃塞莱南锡出生的贝宁足球運動員，場上司職前鋒，現效力於伊朗職業足球聯賽球隊艾斯迪格拿。出身梅斯青訓系統，他亦是前貝寧國家隊成員。

## 生平

### 球會
2015年夏季，格斯特德加盟英超球會阿士東維拉，簽署五年長約，轉會身價沒有透露。

### 國家隊
國家隊入球
貝寧的入球和賽果置前
| #  | 日期           | 場地                                | 對賽球隊   | 入球 | 賽果 | 競賽               |
| -- | -------------- | ----------------------------------- | ---------- | ---- | ---- | ------------------ |
| 1. | 2013年3月26日  | 阿尔及利亚卜利達穆斯塔法·恰克體育場 | 阿尔及利亚 | 1–1  | 1–3  | 2014年世界盃外圍賽 |
| 2. | 2013年6月9日   | 贝宁波多諾伏夏爾·戴高樂體育場       | 阿尔及利亚 | 1–0  | 1–3  | 2014年世界盃外圍賽 |
| 3. | 2014年11月13日 | 摩洛哥阿加迪尔阿德拉尔体育场        | 摩洛哥     | 1–3  | 1–6  | 友誼賽             |

## 私人生活
2012年夏天格斯達德的妻子夏華（Hawa）誕下兩人的首名孩子以利亞（Elijah）。

## 榮譽
加迪夫城
- 英格蘭足球冠軍聯賽：2012/13年；

個人
- 英冠每月最佳球員：2014年4月

## 外部連結
- 足球数据库：鲁迪·格斯特德的球员统计数据